# Carmela Grippa
Carmela Grippa (Lucera, 18 gennaio 1973) è una politica italiana, deputata della XVIII legislatura della Repubblica Italiana con il Movimento 5 Stelle.

## Biografia
Nata a Lucera, dal 2006 vive a Vasto. Diplomata in un Istituto Professionale per il commercio e il turismo, ha lavorato nel settore della logistica, dell'abbigliamento e in Poste Italiane. 
È sposata e ha due figli.

## Attività politica
Iscritta al Movimento 5 Stelle, alle elezioni politiche del 2018 è eletta alla Camera dei Deputati nel collegio uninominale Abruzzo - 05 (Vasto), ottenendo il 42,98% e sopravanzando Enrico Di Giuseppantonio del centrodestra (33,35%) e Marusca Miscia del centrosinistra (17,00%).
Durante la XVIII Legislatura è componente della IX Commissione Trasporti, Poste e Telecomunicazioni e della Commissione parlamentare per l'Infanzia e l'Adolescenza, all'interno delle quali è stata capogruppo del Movimento 5 Stelle.
Alle elezioni politiche del 2022 è ricandidata alla Camera per il Movimento 5 Stelle nel collegio uninominale Abruzzo - 01  (Chieti), dove ottiene il 20,44% ed è sopravanzata da Alberto Bagnai del centrodestra (45,90%) e da Elisabetta Merlino del centrosinistra (22,11%), e in terza posizione nel collegio plurinominale Abruzzo - 01, non venendo rieletta.